# Daniel Kahneman
Pour les articles homonymes, voir Kahaneman.
Daniel Kahneman (en hébreu : דניאל כהנמן), né le 5 mars 1934 à Tel-Aviv en Palestine mandataire et mort le 27 mars 2024, est un psychologue et économiste américano-israélien, professeur à l'université de Princeton, lauréat du prix de la Banque de Suède en 2002 pour ses travaux fondateurs sur la théorie des perspectives, base de la finance comportementale. Il est aussi connu pour ses travaux sur l'économie du bonheur.
Ses principales découvertes, sur les anomalies boursières et les biais cognitifs et émotionnels qui les causent, notamment l'aversion à la perte, se sont faites en association avec Amos Tversky. Kahneman, expert en psychologie cognitive et Tversky, expert en psychologie mathématique, développent ensemble des applications des mathématiques à la psychologie et l'économie.

## Biographie
Daniel Kahneman naît à Tel Aviv en 1934, alors que sa mère est en visite auprès de sa famille. Il passe son enfance à Paris où ses parents habitent après avoir quitté la Lituanie au début des années 1920. Il est à Paris avec ses parents quand l'armée allemande envahit la France en 1940. Son père est arrêté lors d'une rafle et libéré après six semaines de détention à la suite de l'intervention de son patron. Il raconte cette expérience vécue dans la France occupée, lui attribuant son intérêt pour la psychologie : 

« En 1941 ou 1942, alors que les Juifs devaient porter l'étoile jaune et respecter un couvre-feu à six heures, je rentrais tard après avoir été jouer avec des camarades chrétiens. Alors que je marchais dans la rue, un soldat allemand s'approche. Il portait l'uniforme noir des SS que l'on m'avait appris à craindre plus que tout. Alors que j'accélérais le pas, arrivant à son niveau, je notais qu'il me regardait intensément. Il s'est penché vers moi, m'a pris puis serré dans ses bras. J'étais terrifié qu'il ne remarque mon étoile sous mon chandail. Il me parlait avec émotion, en allemand. Il a desserré son étreinte, ouvert son porte-monnaie, montré la photographie d'un petit garçon et donné de l'argent. Je suis rentré à la maison, plus convaincu que jamais que ma mère avait raison : les gens sont infiniment compliqués et intéressants. »

 La famille Kahneman se cache et survit à la guerre. Son père décède du diabète en 1944. En 1946, Daniel Kahnemann et sa famille émigrent en Palestine mandataire, peu avant la naissance de l'État d'Israël.
Daniel Kahneman reçoit en 1954 son diplôme de l'université hébraïque de Jérusalem avec psychologie comme matière principale et une option en mathématiques. Il fait ensuite son service militaire au sein du département de psychologie des Forces de défense israéliennes où il est chargé d'évaluer les aspirants-officiers et de mettre au point un test pour ce faire. En 1958, il part aux États-Unis pour étudier la psychologie à l'université de Californie, à Berkeley. Il y obtient son doctorat en 1961.

### Carrière universitaire
Daniel Kahneman commence sa carrière universitaire à l'université hébraïque de Jérusalem en 1961 au sein du département de psychologie. Ses premiers travaux prennent pour objet d'étude la perception visuelle et l'attention. Sa première publication parait dans la revue Science et s'intitule « Diamètre de la pupille et mémoire ». Il est, en parallèle, visiteur à l'université du Michigan (1965–1966) et à l'université de Cambridge au sein de l'unité de recherche psychologique appliquée (en anglais : Applied Psychological Research Unit) durant les étés 1968 et 1969. En 1966/1967, il est chercheur au Centre des études cognitives (en anglais : Center for Cognitive Studies) et maître de conférences en psychologie à l'université Harvard.
C'est alors que commence la longue collaboration avec Amos Tversky. Ensemble, ils publient une série d'articles pionniers sur le thème de la prise de décision, série qui culmine avec la publication de leur théorie des perspectives en 1979 (Kahneman & Tversky, 1979). C'est cette série d'articles qui lui vaudra le prix Nobel d'économie, en 2002, et Tversky l'aurait sans aucun doute aussi reçu s'il avait été vivant (il est mort en 1996). Dans la biographie, écrite à l'occasion de la remise du prix Nobel, Kahneman mentionne que leur collaboration a commencé après qu'il a invité Tversky à donner une conférence, en tant que professeur invité, lors d'un séminaire à l'université hébraïque en 1968/1969. Le premier article commun, intitulé La Croyance dans la loi des petits nombres est publié en 1971. Les sept articles suivants paraissent entre 1971 et 1979 dans des revues spécialisées. À part La Théorie des perspectives, le plus important de ces articles est Le Jugement dans l'incertitude : heuristique et biais, paru en 1974 dans la revue Science.
Daniel Kahneman quitte l'université hébraïque en 1978 pour prendre un poste à l'université de la Colombie-Britannique. Ce changement n'affecte pas leur collaboration puisque Tversky, pour sa part, rejoint l'université Stanford la même année.

### Économie comportementale
Kahneman et Tversky sont tous deux fellows au Centre pour la recherche avancée en sciences comportementales (Center for Advanced Studies in the Behavioral Sciences) à Stanford lors de l'année scolaire 1977-1978. Un jeune économiste, Richard Thaler est alors professeur-invité au Bureau national de la recherche économique (National Bureau of Economic Research). Selon Daniel Kahneman, « nous sommes rapidement devenus amis et, depuis, nous avons chacun considérablement et mutuellement influencé notre manière de penser. » S'appuyant sur les travaux de Kahneman et Tversky en matière de théorie des perspectives, Thaler publie, en 1980, Vers une théorie positive du choix du consommateur (Toward a Positive Theory of Consumer Choice), un article que Kahneman qualifie de « pierre angulaire de l’économie comportementale. » Kahneman et Tversky se consacrent alors au développement de cette nouvelle approche de la théorie économique et leur collaboration exclusive s'efface peu à peu vers une collaboration moins binaire qui n'en continue pas moins, pour autant, et ne prendra fin qu'avec le décès de Tversky. En 1983, Kahneman publie deux articles avec Anne Treisman, son épouse depuis 1978.

### Psychologie hédoniste
Durant les années 1990, Daniel Kahneman oriente ses recherches vers la « psychologie hédoniste », un champ proche de la psychologie positive, alors en plein foisonnement. Selon Kahneman et ses collègues :

« La psychologie hédoniste… est l'étude de ce qui rend l'expérience de la vie plaisante ou déplaisante. Elle a à voir avec les sentiments, la douleur et le plaisir, la passion et l'ennui, la joie et le chagrin, la satisfaction ou l'insatisfaction. Elle est corrélée avec toute une gamme de circonstances biologiques ou sociétales qui provoquent la souffrance ou le plaisir. »

— (Kahneman, Diener & Schwarz, 1999, p. IX)
Il est difficile de déterminer avec précision le moment où les recherches de Daniel Kahneman ont commencé à s'orienter vers l'hédonisme dans la mesure où il est lié à la notion économique d'utilité. Un seul chapitre, sur un total de vingt-trois articles publiés entre 1979 et 1986, lui est consacré. Mais à partir de 1990, les articles sur la psychologie de l'utilité, l'utilitarisme se multiplient. En 1992, Varey et Kahneman introduisent une méthode pour évaluer les moments et les épisodes comme moyen d'immortaliser « l'expérience étendue au travers du temps ». Kahneman n'en continue pas moins ses recherches concernant la théorie de la décision mais la psychologie hédoniste est le thème d'un nombre croissant de publications scientifiques dont l'aboutissement est le volume coécrit avec Ed Diener (en) et Norbert Schwarz, deux spécialistes des affects et du bien-être.

## Prix et distinctions
En 2002, Daniel Kahneman reçoit le prix de la Banque de Suède en sciences économiques en mémoire d'Alfred Nobel en dépit du fait que, fondamentalement, il n'est pas économiste mais psychologue, pour ses travaux novateurs fondant la théorie des perspectives. Kahneman affirme n'avoir jamais pris un seul cours d'économie et que ce qu'il connait en la matière, il le doit à ses collaborateurs Richard Thaler et Jack Knetsch.
En 2007, l'Association américaine de psychologie (en anglais : American Psychological Association) lui décerne un prix pour l'ensemble de son œuvre et de ses contributions à la psychologie.
En juillet 2006, dans une cérémonie conjointe, les universités Panthéon-Sorbonne et Paris-Descartes lui décernent leur doctorat honoris causa respectivement en économie et en psychologie, en reconnaissance de son apport majeur au rapprochement entre ces disciplines.

## Positions politiques
Dans une tribune publiée dans Le Monde en avril 2017, Daniel Kahneman fait partie des 25 prix Nobel d'économie dénonçant le programme anti-européen de Marine Le Pen pour les élections présidentielles françaises.

## Publications

### Articles
- (en) Daniel Kahneman et Amos Tversky, « Prospect Theory: An Analysis of Decision under Risk », Econometrica, vol. 47, no 2,‎ mars 1979, p. 263-291 (lire en ligne, consulté le 27 février 2012).
- (en) Daniel Kahneman, Jack Knetsch et Richard Thaler, « Experimental Tests of the Endowment Effect and the Coase Theorem », Journal of Political Economy, vol. 98, no 6,‎ décembre 1990, p. 1325-1348 (lire en ligne, consulté le 27 février 2012).

### Ouvrages
- (en) Daniel Kahneman (dir.) et Amos Tversky (dir.), Choices, Values and Frames, Cambridge University Press, 2000, 860 p. (ISBN 978-0-521-62749-8, lire en ligne).
- (en) Daniel Kahneman, Edward Diener et Norbert Schwartz, Well-Being : the Foundations of Hedonic Psychology, Russell Sage Foundation publications, 2003.
- (en) Daniel Kahneman, Thinking, Fast and Slow, Allen Lane, coll. « AL TPB », 2011, 1re éd., 512 p. (ISBN 978-1-84614-606-0).
  - Traduction en français : Daniel Kahneman (trad. de l'anglais), Système 1 : Système 2 : les deux vitesses de la pensée, Paris, Flammarion, coll. « Essais », 2012, 555 p. (ISBN 978-2-08-121147-6 et 2-08-121147-5).